# 브뤼부르스트
브뤼부르스트(독일어: Brühwurst. "끓인 소시지" 또는 "반숙 소시지") 또는 브뤼부어스트는 독일 분류에 따른 여러 유형의 소시지에 대한 총칭이다. 이것은 생 소시지가 아닌 끓인(반숙), 조리된 소시지이다. 일반적으로 잘게 다진 생고기로 만들어지며, 때로는 훈제되고 일반적으로 뜨겁게 제공된다.
영어권에서는 이러한 소시지를 일반적으로 두 가지 종류로 나눈다. 조리된 소시지(예: 핫도그)와 조리된 훈제 소시지(예: 킬바사).

## 사진

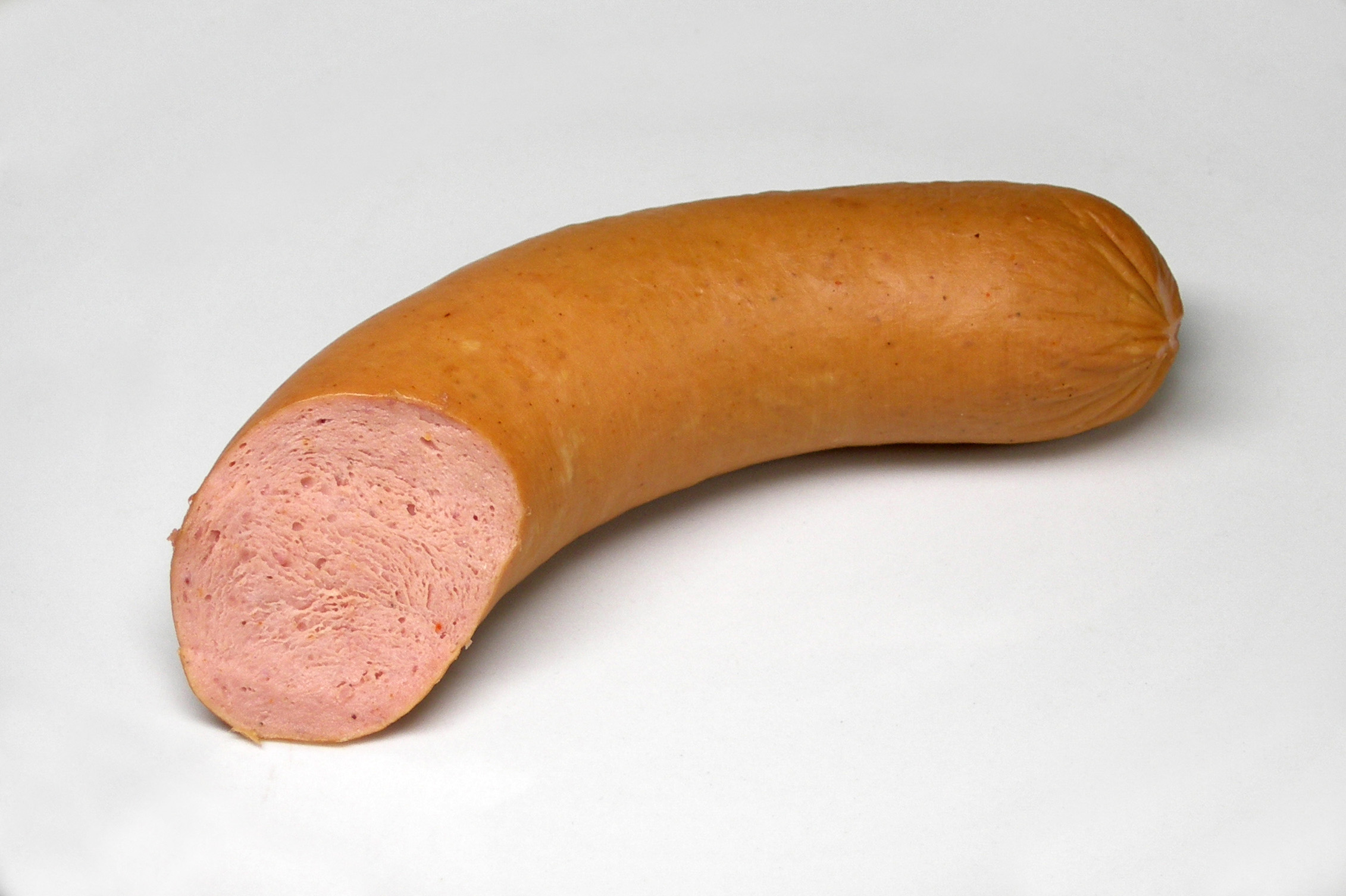
천연 케이싱을 사용한 고급 리옹 소시지

## 같이 보기
- 뷔르스텔
- 키에우바사
- 위키백과:독일어의 한글 표기
- 브라트부르스트